# Jacques de Beaulieu
Pour les articles homonymes, voir Beaulieu.
Jacques de Beaulieu, dit « frère Jacques », connu aussi sous le nom de Jacques Beaulieu ou Jacques Baulot, est un chirurgien lithotomiste itinérant, né en 1651 à l'Étandonne ou l'Étendonne , un hameau, aujourd'hui un quartier, de Beaufort dans le Jura près de Lons-le-Saunier et mort à Besançon le 7 décembre 1714. Il s'est fait connaître pour ses opérations chirurgicales « de la taille », où l'on coupait ou broyait la pierre (un calcul de vessie ou lithiase vésicale) dans la vessie au moyen du lithotome (sorte de pince ou broyeur).

## Biographie
Jacques de Beaulieu est un autodidacte, sans connaissance en anatomie. Il semble s'être formé lors d'années passées dans un régiment de cavalerie, auprès d'un certain Pauloni, aux dires de son premier biographe . Il opère d'abord dans le sud de la France, notamment en Provence ; il y adopte un habit de type monacal, prend le nom de « frère Jacques ». Il pratique la « taille par le grand appareil », c'est-à-dire avec un appareillage important d'instruments chirurgicaux divers et sophistiqués. Il se fait connaitre en pratiquant une incision oblique et latérale, dite « taille latérale », plus rapide et moins douloureuse, et acquiert une réputation flatteuse. 
En 1697, il est à Paris pour proposer cette  nouvelle méthode opératoire ; Mery, premier chirurgien de l'hôtel-Dieu, est chargé d'évaluer ses résultats. En avril 1698, Beaulieu réalise une série de 60 opérations : 42 « pierreux » à l'Hôtel-Dieu et 18 à l'hôpital royal de la Charité à Versailles, avec 25 décès (soit une mortalité de 40 %) dont 7 dans les 24 heures, et seulement 13 guérisons sans trop de séquelles (22 demeurèrent infirmes) ; durant la même période, d'autres lithotomistes n'ont qu'une mortalité de 14 %  ; la méconnaissance de l'anatomie, les pratiques empiriques de Beaulieu et sa brutalité opératoire  sont également mises en lumière.
Frère Jacques quitte Paris pour Orléans, puis Aix-la-Chapelle et la Hollande, en continuant à opérer. En 1700, Fagon, premier médecin de Louis XIV, qui souffrait de la pierre, rappelle frère Jacques à Versailles : il envisage de se faire opérer par ses soins. Il demande au médecin et anatomiste Joseph-Guichard Du Verney d'évaluer Beaulieu ; Du Verney rédige un rapport favorable, indiquant que la méthode du Frère Jacques était plus sûre et plus aisée que celle des chirurgiens de Paris, à condition de modifier un des instruments dont il se servait. Finalement Fagon se fera opérer par Georges Mareschal, ce dernier recourant avec succès à la « taille latérale » prônée par Beaulieu  : « Mareschal prouva alors que les échecs du Frère Jacques venaient de sa défectueuse façon d'opérer et non de sa méthode » . 
Beaulieu réalisera plus de 5000 tailles, et parcourt toutes les grandes villes d'Europe ; ses déplacements sont rythmés par l'alternance de ses succès (à Amsterdam, on frappe une médaille en son honneur) et de ses échecs . 
En 1713, il se retire à Besançon où il meurt l'année suivante.
Sa méthode de la « taille latérale » est adoptée et améliorée par d'autres chirurgiens, dont le hollandais Jacques Rau, l'anglais William Cheselden (1688-1752) et le français Jean Baseilhac (1703 -1783) dit « frère Come », et va, pour un bon siècle, dominer la chirurgie de la lithiase vésicale .
Gravure du Jacques de Beaulieu, sur papier, d'après Van den Berge, 19 x 15 cm à Gray, musée Baron-Martin.

## Œuvre
- Nouvelle méthode de tailler et tirer la pierre de la vessie, 1702

## Sources
- Gilles Le Vacher de la Feutrie, Histoire de frère Jacques, lithotomiste de Franche-Comté, Besançon, Claude Joseph Daclin, 1756, 94 p..
- E. Bourdin, Un célèbre lithotomiste franc-comtois : Jacques Baulot dit Frère Jacques (1651-1720), Besançon, 1917, 20 p..
- Émile Fourquet, « Jacques de Beaulieu », dans Les hommes célèbres et les personnalités marquantes de Franche-Comté du IVe siècle à nos jours, 1929.
- Patrick Vuillemey, « "Frère Jacques de Beaulieu" lithotomiste franc-comtois du XVIIe siècle », Société d'émulation du Jura, no 1,‎ 1987, p. 129-136.
- J. P. Ganem et C.C. Carson, « Frère Jacques Beaulieu : from rogue lithotomist to nursery rhyme character », The Journal of Urology, no 161,‎ avril 1999, p. 1067-1069.
- P. Léger, « Histoire et disparition de la lithiase vésicale », La Revue du Praticien, no 52,‎ 2002, p. 1053-1055.
- Georges Androutsos, « Guy Crescent Fagon (1638-1718), premier médecin de Louis XIV, taillé par Georges Mareschal (1658-1736) », Progrès en urologie, vol. 16,‎ 2006, p. 94-97 (lire en ligne, consulté le 14 janvier 2017)